# Ralph E. Oesper
Ralph Edward Oesper (1886-1977) fue un químico e historiador de la ciencia estadounidense, profesor en la Universidad de Cincinnati.
Escritor de numerosos artículos y reseñas, terminó centrando su carrera en la historia de la ciencia, con especial atención en el ámbito de las biografías. Fue autor de The Human Side of Scientists (University of Cincinnati Publications, 1975). También tradujo al inglés obras como Organic laboratory methods (1928), del alemán Lassar-Cohn, Spot tests in inorganic analysis, del austriaco Fritz Feigl; o Inorganic Thermogravimetric Analysis (1963, 2ª ed.), del francés Clement Duval; entre otras.